# Maddie Mastro
Maddie Mastro (* 22. Februar 2000 in Loma Linda, Kalifornien) ist eine US-amerikanische Snowboarderin. Sie startet in den Disziplinen Halfpipe und Slopestyle.

## Werdegang
Mastro nimmt seit 2009 an Wettbewerben der Ticket to Ride World Snowboard Tour teil. Dabei holte sie im März 2011 mit dem zweiten Platz auf der Halfpipe bei den Burton US Junior Open in Stratton Mountain ihre erste Podestplatzierung. In der Saison 2013/14 belegte sie bei der U.S. Revolution Tour in Mammoth den zweiten und in Sun Valley den ersten Platz jeweils im Halfpipe-Wettbewerb. In dem folgenden Jahr siegte sie bei der U.S. Revolution Tour in Copper Mountain und in Seven Springs. In Mammoth kam sie auf den zweiten Platz und erreichte zum Saisonende den ersten Platz in der Halfpipegesamtwertung. Bei den Snowboard-Juniorenweltmeisterschaften 2014 in Chiesa in Valmalenco und 2015 in Yabuli wurde sie jeweils Sechste auf der Halfpipe. Im Januar 2016 errang sie beim U.S. Snowboarding Grand Prix und Snowboard-Weltcup in Mammoth den dritten Platz und in Park City den zweiten Platz im Halfpipe-Wettbewerb. Bei den Winter-X-Games 2016 in Aspen belegte sie den siebten Platz und bei den X-Games Oslo 2016 in Oslo den vierten Platz auf der Superpipe. Im März 2016 wurde sie Neunte bei den Burton US Open in Vail und erreichte zum Saisonende den sechsten Platz im Halfpipe-Weltcup. In der Saison 2016/17 errang sie bei den Winter-X-Games 2017 den siebten und bei den Snowboard-Weltmeisterschaften 2017 in Sierra Nevada den sechsten Platz. Im Februar 2017 kam sie bei den Burton US Open auf den dritten Platz. Nach Platz drei in Cardrona zu Beginn der Saison 2017/18, belegte sie in Copper Mountain den zweiten und in Snowmass den dritten Platz und erreichte damit den 11. Platz im Freestyle-Weltcup und den fünften Rang im Halfpipe-Weltcup. Zudem errang sie beim U.S. Snowboarding Grand Prix in Mammoth den dritten Platz und bei den Burton US Open den zweiten Rang. Ende Januar 2018 holte sie bei den Winter-X-Games die Bronzemedaille. Bei den Olympischen Winterspielen 2018 in Pyeongchang kam sie auf den 12. Platz.
Nach zweiten Plätzen beim U.S. Grand Prix und Weltcup in Copper Mountain und der Winter Dew Tour in Breckenridge errang Mastro bei den Winter-X-Games 2019 den sechsten Platz und holte bei den Snowboard-Weltmeisterschaften 2019 in Park City die Bronzemedaille. Anfang März 2019 siegte sie bei den Burton US Open. In der Saison 2019/20 erreichte sie mit dritten und einen zweiten Platz, den achten Platz im Freestyle-Weltcup und den vierten Rang im Halfpipe-Weltcup. Zudem wurde sie Zweite bei der Winter Dew Tour in Copper Mountain und Achte bei den Winter-X-Games 2020. In der folgenden Saison holte sie bei den Winter-X-Games 2021 und bei den Snowboard-Weltmeisterschaften 2021 jeweils die Silbermedaille. In der Saison 2021/22 belegte sie bei den Winter-X-Games 2022 den fünften Platz und bei den Olympischen Winterspielen 2022 in Peking den 13. Platz.

## Erfolge

### Olympische Spiele
- 2018 Pyeongchang: 12. Platz Halfpipe
- 2022 Peking: 13. Platz Halfpipe

### Weltmeisterschaften
- 2017 Sierra Nevada: 6. Platz Halfpipe
- 2019 Park City: 3. Platz Halfpipe
- 2021 Aspen: 2. Platz Halfpipe
- 2025 Engadin: 6. Platz Halfpipe

### Winter-X-Games
- 2016 Aspen: 7. Platz Halfpipe
- 2016 Oslo: 4. Platz Halfpipe
- 2017 Aspen: 7. Platz Halfpipe
- 2018 Aspen: 3. Platz Halfpipe
- 2019 Aspen: 6. Platz Halfpipe
- 2020 Aspen: 8. Platz Halfpipe
- 2021 Aspen: 2. Platz Halfpipe
- 2022 Aspen: 5. Platz Halfpipe
- 2023 Aspen: 2. Platz Halfpipe
- 2025 Aspen: 2. Platz Halfpipe

### Weltcup

#### Weltcupsiege
| Nr. | Datum            | Ort           | Disziplin |
| --- | ---------------- | ------------- | --------- |
| 1.  | 8. Dezember 2024 | Secret Garden | Halfpipe  |

#### Weltcup-Gesamtplatzierungen
| Saison  | Park & Pipe | Park & Pipe | Halfpipe | Halfpipe |
| Saison  | Punkte      | Platz       | Punkte   | Platz    |
| ------- | ----------- | ----------- | -------- | -------- |
| 2015/16 | 1400        | 14.         | 1400     | 6.       |
| 2016/17 | 790         | 51.         | 790      | 14.      |
| 2017/18 | 2000        | 11.         | 2000     | 5.       |
| 2018/19 | 1250        | 25.         | 1250     | 11.      |
| 2019/20 | 2720        | 8.          | 2500     | 4.       |
| 2020/21 | 61          | 27.         | 61       | 8.       |
| 2022/23 | 191         | 12.         | 191      | 3.       |
| 2023/24 | 292         | 5.          | 260      | 2.       |
| 2024/25 | 350         | 5.          | 310      | 1.       |